# Peste bubonique
 Mise en garde médicale
La peste bubonique est la forme la plus fréquente de peste en milieu naturel. Elle fait le plus souvent suite à l'infection par la morsure de puces infectées provenant d'un rat ou autre petit mammifère, mais elle peut également se faire par l'exposition à des liquides biologiques d'un animal mort infecté par la peste. Elle est l'un des trois types de peste causés par les bactéries Yersinia pestis. Cette peste a grandement affecté l'Europe et l'Afrique, bien que cette bactérie soit originaire de l'Asie.
La peste se déclare d'abord chez les rongeurs : piqués par des puces infectées, ils meurent rapidement. Les puces perdant leur hôte recherchent d'autres sources de sang, et contaminent l'Homme ou des animaux domestiques. Dans les épidémies humaines, c'est la puce de l'homme qui prend le relais. Au XIVe siècle, une pandémie de peste bubonique, appelée peste noire, a traversé l'Europe, provoquant la mort d'un tiers à la moitié de sa population.

## Description

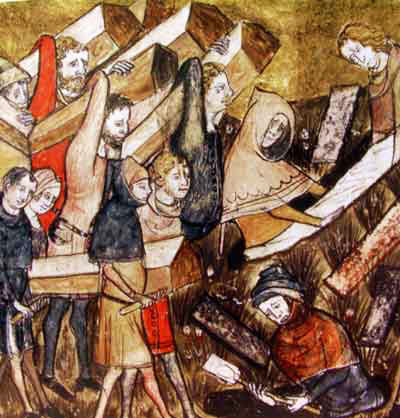
La peste bubonique a fait de nombreuses victimes au XIVe siècle. Enterrement de victimes de la peste à Tournai. Détail d'une miniature des « Chroniques et annales de Gilles Le Muisit », abbé de Saint-Martin de Tournai, Bibliothèque royale de Belgique, MS 13076-77, f. 24v.

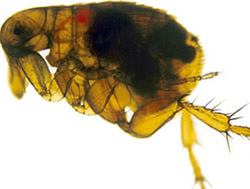
Une puce infectée par Yersinia pestis (ici en noir, présent dans tout son système digestif). L'avant de cette puce est bloqué par un biofilm de la bactérie : lorsque la puce tente de se nourrir sur un hôte non infecté, Y. pestis est régurgité dans la plaie, provoquant l'infection.

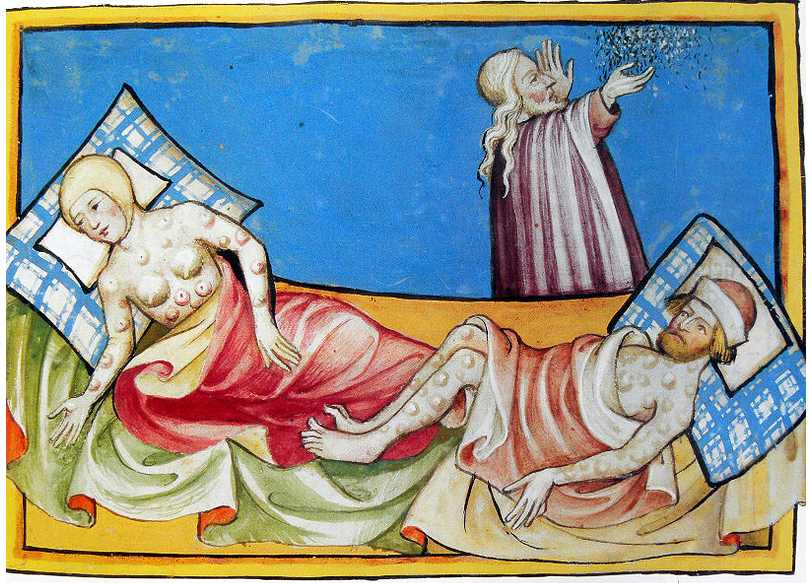
En exemple de ce à quoi la peste bubonique pouvait ressembler.

La période d'incubation est de deux à six jours, parfois plus. Ensuite apparaissent des frissons et la fièvre, accompagnée de myalgies (douleurs musculaires), d'arthralgies (douleurs articulaires), de céphalées (maux de tête) et d'une sensation d'asthénie (fatigue importante).
Dans les vingt-quatre premières heures, le patient ressent une douleur localisée au niveau d'un ou plusieurs ganglions lymphatiques, à proximité de l'endroit où la puce a introduit le bacille Yersinia pestis. Généralement les piqûres de puce touchent les membres inférieurs, c'est la raison pour laquelle ce sont les ganglions fémoraux et inguinaux (à la racine des membres inférieurs) qui sont le plus fréquemment touchés. Les ganglions (bubons, d'un terme grec signifiant groin - en museau de porc) augmentent de taille et sont particulièrement douloureux et sensibles. À la palpation, les zones concernées sont œdémateuses (on remarque une surélévation de la peau sous laquelle se localisent des liquides séreux) et accompagnées d'une coloration rouge ou rose ainsi que de chaleur.

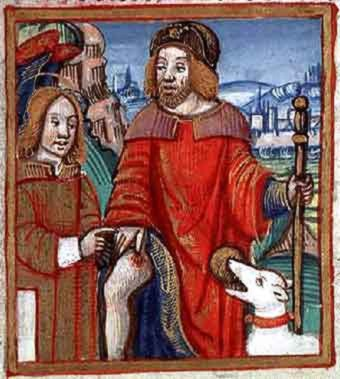
Saint Roch, tenant son bourdon et montrant sa plaie. Il est guérisseur et devient lui-même victime de la peste bubonique vers 1371.

Si l'on inspecte convenablement le patient, il est possible de déceler les piqûres de la puce, dont le témoignage est la présence d'une petite papule (légère surélévation de la peau). On voit apparaître ensuite une papule associée à une pustule (présence de pus sous forme de croûtes) et parfois même d'un ulcère (perte de substance cutanée localisée). Quelquefois on assiste au développement d'ulcères beaucoup plus importants (charbon pesteux) mais plus rarement.
À ce stade, la peste bubonique répond généralement rapidement et convenablement au traitement par antibiotiques. On assiste alors à une défervescence (baisse de la température) et à une amélioration de toutes les manifestations, en deux à cinq jours. Néanmoins les bubons restent gonflés et sensibles pendant environ une dizaine de jours après le traitement. En l'absence de traitement efficace, on voit apparaître chez le patient certains signes alarmants, tels qu'une augmentation du rythme cardiaque (tachycardie), une prostration (le patient refuse son environnement), une agitation et quelquefois de la confusion ainsi que des convulsions et un délire. Ceci traduit la survenue d'une septicémie (infection générale) par le bacille de la peste, débouchant sur d'autres symptômes beaucoup plus alarmants et entraînant la mort en trente-six heures.
Des formes plus légères de peste bubonique ont été décrites, notamment en Amérique du Sud. Elles sont appelées pestis minore et se caractérisent par la présence d'une fièvre légère et d'une inflammation moins importante que celle décrite précédemment.

## Découverte étiologique de la maladie
Il a fallu attendre 1894 pour qu'Alexandre Yersin identifie le bacille Yersinia pestis comme responsable de la peste, et 1898 pour que Paul-Louis Simond démontre le lien entre les rats porteurs de puces, les puces porteuses du bacille et sa transmission à l'homme.

## Traitement
Une cure de dix jours de ciprofloxacine est efficace.

## Iconographie
- Peintures murales de l'église romane Saint-Martin de Jenzat, uniques représentations médiévales de malades présentant les stigmates de la peste bubonique ou peste noire[6].